# Copa del Rey de baloncesto 1988
La Copa del Rey de baloncesto 1988 fue la número 52. Fue organizada por la ACB y su final a ocho se disputó en el Pabellón Polideportivo Pisuerga de Valladolid entre el 19 y 21 de diciembre de 1987.

## Equipos clasificados
Grupo Par
|    | Equipo          | G  | P | PF   | PC   |
| -- | --------------- | -- | - | ---- | ---- |
| 1. | Real Madrid     | 14 | 0 | 1350 | 1099 |
| 2. | RAM Joventut    | 9  | 5 | 1328 | 1221 |
| 3. | Cajacanarias    | 8  | 6 | 1287 | 1286 |
| 4. | Magia de Huesca | 7  | 7 | 1264 | 1264 |

Grupo Impar
|    | Equipo               | G  | P | PF   | PC   |
| -- | -------------------- | -- | - | ---- | ---- |
| 1. | Fórum Filatélico     | 11 | 3 | 1160 | 1091 |
| 2. | FC Barcelona         | 11 | 3 | 1299 | 1140 |
| 3. | Estudiantes Todagrés | 9  | 5 | 1215 | 1142 |
| 4. | CAI Zaragoza         | 7  | 7 | 1182 | 1144 |

## Cuadro
|  | Cuartos de final     | Cuartos de final     | Cuartos de final |                  |              | Semifinales     | Semifinales     | Semifinales     |  |             | Final           | Final           | Final           |  |
|  | 19 de diciembre      | 19 de diciembre      | 19 de diciembre  |                  |              | 20 de diciembre | 20 de diciembre | 20 de diciembre |  |             | 21 de diciembre | 21 de diciembre | 21 de diciembre |  |
|  |                      |                      |                  |                  |              |                 |                 |                 |  |             |                 |                 |                 |  |
|  |                      |                      |                  |                  |              |                 |                 |                 |  |             |                 |                 |                 |  |
|  | FC Barcelona         | FC Barcelona         | 84               |                  |              |                 |                 |                 |  |             |                 |                 |                 |  |
|  | FC Barcelona         | FC Barcelona         | 84               |                  |              |                 |                 |                 |  |             |                 |                 |                 |  |
|  | Estudiantes Todagrés | Estudiantes Todagrés | 79               |                  |              |                 |                 |                 |  |             |                 |                 |                 |  |
|  | Estudiantes Todagrés | Estudiantes Todagrés | 79               |                  | FC Barcelona | FC Barcelona    | 79              |                 |  |             |                 |                 |                 |  |
|  |                      |                      |                  |                  | FC Barcelona | FC Barcelona    | 79              |                 |  |             |                 |                 |                 |  |
|  |                      |                      | Fórum Filatélico | Fórum Filatélico | 69           |                 |                 |                 |  |             |                 |                 |                 |  |
|  | Fórum Filatélico     | Fórum Filatélico     | Fórum Filatélico | Fórum Filatélico | 69           | 84              |                 |                 |  |             |                 |                 |                 |  |
|  | Fórum Filatélico     | Fórum Filatélico     |                  |                  |              |                 |                 |                 |  |             |                 |                 |                 |  |
|  | Magia de Huesca      | Magia de Huesca      | 76               |                  |              |                 |                 |                 |  |             |                 |                 |                 |  |
|  | Magia de Huesca      | Magia de Huesca      | 76               |                  |              |                 |                 |                 |  | Real Madrid | Real Madrid     | 83              |                 |  |
|  |                      |                      |                  |                  |              |                 |                 |                 |  | Real Madrid | Real Madrid     | 83              |                 |  |
|  |                      |                      | FC Barcelona     | FC Barcelona     | 84           |                 |                 |                 |  |             |                 |                 |                 |  |
|  | Real Madrid          | Real Madrid          | FC Barcelona     | FC Barcelona     | 84           | 94              |                 |                 |  |             |                 |                 |                 |  |
|  | Real Madrid          | Real Madrid          |                  |                  |              |                 |                 |                 |  |             |                 |                 |                 |  |
|  | CAI Zaragoza         | CAI Zaragoza         | 90               |                  |              |                 |                 |                 |  |             |                 |                 |                 |  |
|  | CAI Zaragoza         | CAI Zaragoza         | 90               |                  | Real Madrid  | Real Madrid     | 101             |                 |  |             |                 |                 |                 |  |
|  |                      |                      |                  |                  | Real Madrid  | Real Madrid     | 101             |                 |  |             |                 |                 |                 |  |
|  |                      |                      | RAM Joventut     | RAM Joventut     | 99           |                 |                 |                 |  |             |                 |                 |                 |  |
|  | RAM Joventut         | RAM Joventut         | RAM Joventut     | RAM Joventut     | 99           | 107             |                 |                 |  |             |                 |                 |                 |  |
|  | RAM Joventut         | RAM Joventut         |                  |                  |              |                 |                 |                 |  |             |                 |                 |                 |  |
|  | Cajacanarias         | Cajacanarias         | 87               |                  |              |                 |                 |                 |  |             |                 |                 |                 |  |
|  | Cajacanarias         | Cajacanarias         | 87               |                  |              |                 |                 |                 |  |             |                 |                 |                 |  |
|  |                      |                      |                  |                  |              |                 |                 |                 |  |             |                 |                 |                 |  |

## Final
Una canasta de Ignacio Solozábal permitió al FC Barcelona repetir el título de la Copa del Rey.
| 21 de diciembre de 1987 | FC Barcelona                                               | 84–83                              | Real Madrid                                                  | |  |
| 20:30 GTM+1             | Marcador por tiempos: 42–46, 42–37                         | Marcador por tiempos: 42–46, 42–37 | Marcador por tiempos: 42–46, 42–37                           | |  |
|                         | Estadísticas Epi, Sibilio 18 McDowell 7 Solozábal 3 Epi 17 | Boxscore Pts Reb Asts Val          | Estadísticas Alexis 22 Martín 9 Llorente, Martín 6 Martín 22 | Pabellón: Pabellón Polideportivo Pisuerga, Valladolid Asistencia: 6,000 espectadores Árbitros: Jesús León Arencibia, Miguel Ángel Betancor |  |

| Campeón de la Copa del Rey 1988 |
| ------------------------------- |
| FC Barcelona 15.º título        |